# 邸浹
邸 浹（てい しょう、1223年 - 1299年）は、モンゴル帝国（大元ウルス）に仕えた漢人将軍の一人。

## 生涯
邸浹はモンゴル帝国に仕えた漢人世侯の邸順の息子で、父の死後に地位を継承した。1258年より第4代皇帝モンケ・カアンの南宋親征が始まると、東平路行軍万戸厳忠済・保定軍民万戸張柔・真定万戸史権・大名路行軍万戸王文幹・山東行尚書省兵馬都元帥張宏・水軍万戸解誠・水軍万戸張栄実らとともに皇弟クビライ率いる軍団に属した。1259年（己未）、モンケ・カアンが急死するとクビライは友軍を救うために長江を渡って鄂州を包囲し、この時の戦闘で邸浹も功績を挙げた。
中統元年（1260年）、クビライが即位を宣言すると、邸浹は張宣ら12人とともに朝廷に奏聞し、金銀符を下賜された。中統3年（1262年）に李璮の乱が起こった時には、領地に帰還して息州を守っている。至元11年（1274年）、虎符を下賜され、金州招討副使の地位を授かった。さらにその後、懐遠大将軍・金州万戸の地位に移っている。至元13年（1276年）に襄陽管軍万戸となり、同年3月に枢密院の上奏により行淮西総管万戸府事となって廬州を守った。
至元14年（1277年）、龍興に移って本翼軍人を管領した。至元15年（1278年）、管軍万戸に復し、贛州の崖石寨・太平岩を拠点とする賊を討伐する功績を挙げた。至元17年（1280年）、鎮国上将軍・都元帥に昇格となって龍興諸路を鎮撫し、管本万戸府事を兼ねた。吉州・贛州で盗賊が起こると、行省の命により元帥府に移ってこの地を鎮撫した。至元21年（1284年）、元帥府を廃止して万戸職に戻った。至元23年（1286年）、帰徳万戸とされ、吉州を鎮守した。それから程なく、江西の各万戸を統領し、兵七千を集めて広東地方を守った。大徳3年（1299年）、77歳にして亡くなった。
息子に邸栄仁がおり、宣武将軍・帰徳万戸の地位を得て広東の恵州を鎮守したが、病にかかり職を退いた。その後、息子の邸貫、その息子の邸士忠、その息子の邸文が地位を継承していった。